# 1873 Agenor
Az 1873 Agenor (ideiglenes jelöléssel 1971 FH) egy kisbolygó a Naprendszerben. Cornelis Johannes van Houten, Ingrid van Houten-Groeneveld és Tom Gehrels fedezte fel 1971. március 25-én. A Jupiter pályáján keringő Trójai csoport tagja.